# Коле Санита
Коле Санита је насеље у Италији у округу Беневенто, региону Кампанија.
Према процени из 2011. у насељу је живело 1204 становника. Насеље се налази на надморској висини од 733 м.

## Становништво
| 1951. | 1961. | 1971. | 1981. | 1991. | 2001. | 2011. |
| ----- | ----- | ----- | ----- | ----- | ----- | ----- |
| 5.119 | 4.122 | 3.905 | 3.896 | 3.571 | 3.056 | 2.513 |